# Jamila Sanmoogan
Jamila Sanmoogan, född 20 mars 1997, är en guyansk simmare.
Sanmoogan tävlade för Guyana vid olympiska sommarspelen 2016 i Rio de Janeiro, där hon blev utslagen i försöksheatet på 50 meter frisim.